# 後藤組
後藤組本部事務所設置於静岡縣富士宮市宮原，日本的指定暴力團之一・六代目山口組的2次團體。正式成員數約700人（含非正式成員數約1150人）。2008年10月14日、後藤組解散。同年11月、分裂成「良知組」及「藤友會」两个組織。

## 前述
後藤組為激烈的武鬥派團體，五代目山口組時期，擔任進出東京地區的先鋒部隊，先後吸收東京八王子的正東會，並以雄厚財力收納靜岡「極東櫻井總家」的殘餘勢力，在關東地區擴張勢力範圍。日本新聞熱門話題「株式會社武富士」（借貸業）的問題，組長・後藤忠政更是日本航空公司的最大股東（日語：筆頭株主）之一，旗下多家合法企業在東京一帶活動。為日本演藝界的企業舍弟（黑道企業）。後藤組本部的直參、全42團體。

## 略年表
- 1969年第三代山口組菅谷組川内組（組長・川内 弘（菅谷組舍弟））的若頭補佐兼静岡支部長・後藤忠政在静岡 富士宮組成。
- 1977年1月，川内組被菅谷組組長“菅谷政雄”宣告“破門”，4月組長“川内 弘”被暗殺，川内組實質消滅；後藤忠政則加入伊堂組（組長・伊堂敏雄）任舍弟，才重回山口組體系。
- 1984年7月，第四代山口組的發展，伊堂退休，後藤忠政升格為山口組直參。
- 1985年5月，與美尾組共組混成部隊，對一和會進行攻擊。
- 1991年4月收編東京 八王子的“的屋”組織正東會（會長・古橋勝利）。
- 1992年4月副組長・大西康雄（大西組組長）升格為山口組直參。
- 1992年5月襲擊電影監製人・伊丹十三至重傷，5人被逮捕。
- 2002年7月5日，後藤升任第五代山口組若頭補佐。
- 2005年8月27日，進入第六代山口組的發展，後藤升任山口組舍弟。
- 2008年10月14日，一般認為因後藤忠政組長在山口組會議的缺席問題，受到山口組的「除籍」處分，實質上卻是山口組內部存在著派系鬥爭的問題，在日前流出的一封直參連署的抗議文書成為事件的關鍵點。後藤組在除籍後被解散。另外，山口組對其他10名直系組長也因為連署支持後藤忠政組長而被處分，分別是2名直系組長「絕緣」、5名直系組長「除籍」、3名直系組長「謹慎」處分，此次遭處分的直系組長佔1成。

## 最高幹部
- 組長・後藤忠政（六代目山口組舍弟）
- 若頭・良知政志（良知組組長）- 靜岡
- 舍弟頭・佐野宏好（第三代大石會會長）- 静岡
- 總本部長・塚本修正（第十代志太宗家總長）- 靜岡縣焼津市
- 副本部長・池田 滿（二代目東駿會會長）
- 特別相談役・佐野逸雄
- 特別相談役・渡邊 宏（渡邊組組長）
- 特別相談役・石川和一（石川組組長）
- 舍弟頭補佐・坂本剛志（坂本組組長）- 福島縣白河市
- 舍弟頭補佐・古橋勝利（正東會會長）- 東京都八王子市
- 若頭補佐・山口勝美（山勝組組長）
- 若頭補佐・石原英也（政龍會會長）
- 若頭補佐・篠原 誠（忠誠會會長）- 茨城縣水戸市
- 若頭補佐・日高丈昌（日高組組長）- 靜岡縣静岡市
- 若頭補佐・深澤正志（深澤組組長）- 東京

## 其他成員

### 舍弟
- 庄司 喬（二代目東京盛代庄子組（原名：東京盛代星一家二代目）組長）- 岩手県盛岡市
- 鴻池 隆（鴻池組組長）- 靜岡
- 早川 正（早川組組長）
- 佐野明義（藤友會會長）
- 太田茂昭（太田組組長）
- 中村政治（第七代會津家會會長）- 東京都新宿區
- 永持昌男（永昌會會長）- 神奈川縣橫濱市
- 高山 勛（第三代高山會會長）- 靜岡
- 柿畑 務（柿畑組組長）
- 長澤城二（大石會會長代行）

### 幹部
- 事務局長・惟村邦歳（惟村組組長）
- 風紀委員長・佐野光男（佐野會會長）
- 慶弔委員長・諸田芳雄（諸田組組長）

### 若眾
- 〔姓氏不明〕（第二代山本組組長）- 秋田縣
- 〔姓氏不明〕（高尾組組長）- 宮城縣仙台市
- 〔姓氏不明〕（光信組組長）- 福島縣郡山市
- 〔姓氏不明〕（木下組組長）
- 〔姓氏不明〕（第二代曾政會會長）
- 〔姓氏不明〕（剛志會會長）
- 〔姓氏不明〕（第二代會政會會長）
- 〔姓氏不明〕（竹嶋會會長）
- 〔姓氏不明〕（大心會會長）- 新潟縣新潟市
- 〔姓氏不明〕（小野組組長）
- 〔姓氏不明〕（二代目潮木會會長）- 静岡縣
- 〔姓氏不明〕（四代目石原會會長）- 東京都新宿區
- 〔姓氏不明〕（武藤會會長）- 茨城縣水戸市
- 〔姓氏不明〕（小野組組長）- 山梨縣河口湖
- 〔姓氏不明〕（寺田組組長）- 東京都

### 其他旗下團體
- 第十代志太宗家藤總業
- 山本組松清會
- 山本組松清會雷一家
- 山本組松清會神原組
- 山本組松清會松洋會
- 山本組松清會粂谷興業
- 山本組松清會山崎一家

### 後藤組下部直系團體
坂本組、光信組、東京安田会、政竜会、東京盛代庄子組、東京盛代星組、正東会、木下組、會政会、竹嶋会、深澤組、相川組、山勝組、忠誠会、日高組、渡辺組、石川組、大石会、志政会、小野組、森組、武藤会、村田組、志太宗家、東駿会、鴻池組、早川組、太田組、永昌会、高山会、柿畑組、惟村組、佐野会、加藤組、諸田組、山本組、三浦組、石原会、潮木会、柏木組、斎藤組，共計42個。